# Michael McCulley
Michael McCulley (ur. 4 sierpnia 1943 w San Diego) – amerykański astronauta i pilot.

## Życiorys
W 1961 ukończył Livingston Academy w Livingston (Tennessee), później został inżynierem metalurgii na Purdue University. Pracował w United States Navy, później został pilotem doświadczalnym, testował nowe modele samolotów. Posiada nalot ponad 5000 godzin. 23 maja 1984 został wyselekcjonowany przez NASA, w czerwcu 1985 ukończył szkolenie. Od 18 do 23 października 1989 jako pilot statku kosmicznego uczestniczył w misji STS-34, spędzając w kosmosie 4 dni, 23 godziny i 39 minut. W październiku 1990 został wicedyrektorem Centrum Kosmicznego im. Kennedy’ego.

## Odznaczenia
- Legia Zasługi
- Medal Departamentu Obrony za Wzorową Służbę
- Medal Pochwalny
- Medal Ekspedycji Sił Zbrojnych
- National Defense Medal
- Meritorious Unit Commendation
- Medal za Lot Kosmiczny (NASA)